# Chronologia względna
Chronologia względna - dotyczy datowania zdarzeń, zjawisk lub znalezisk archeologicznych ze względu na następstwo czasowe, bez umiejscowienia ich w jednostkach czasowych. Potocznie można powiedzieć, że chronologia względna ustala co jest starsze od czegoś innego, bez podawania dat.